# Arthur Alexander (producteur)
Pour les articles homonymes, voir Arthur Alexander et Alexander.
Arthur Alexander est un producteur de cinéma américain, né le 30 avril 1909 en Allemagne, mort le 3 avril 1989 à Los Angeles (États-Unis).

## Filmographie
- 1934 : Thunder Over Texas
- 1934 : Cowboy Holiday
- 1935 : Danger Trails
- 1935 : Condemned to Live (en)
- 1935 : You Can Be Had
- 1935 : The Law of the 45's (en)
- 1935 : Gun Play
- 1936 : The Lion Man
- 1936 : Too Much Beef
- 1936 : West of Nevada
- 1936 : The Idaho Kid
- 1936 : Men of the Plains
- 1936 : Law and Lead
- 1936 : Stormy Trails
- 1937 : The Shadow Strikes
- 1938 : Here's Flash Casey
- 1938 : International Crime
- 1938 : Whirlwind Horseman
- 1938 : Six Shootin' Sheriff (en)
- 1938 : Songs and Saddles (en)
- 1939 : Flaming Lead
- 1939 : Death Rides the Range
- 1940 : Phantom Rancher
- 1940 : Lightning Strikes West
- 1941 : Hard Guy (en)
- 1942 : Pendu à l'aube (en) (Today I Hang)
- 1942 : The Dawn Express (en)
- 1942 : Secrets of a Co-Ed
- 1942 : Lady from Chungking
- 1942 : The Rangers Take Over
- 1943 : Bad Men of Thunder Gap
- 1943 : The Ghost and the Guest
- 1943 : West of Texas (en)
- 1943 : Bombs Over Burma
- 1943 : Border Buckaroos (en)
- 1943 : Fighting Valley
- 1943 : Trail of Terror
- 1943 : The Return of the Rangers (en)
- 1943 : Boss of Rawhide
- 1944 : Guns of the Law
- 1944 : Spook Town
- 1944 : Waterfront
- 1944 : Seven Doors to Death
- 1944 : Brand of the Devil
- 1944 : Gunsmoke Mesa
- 1944 : Gangsters of the Frontier
- 1944 : Dead or Alive (en)
- 1944 : The Whispering Skull
- 1945 : Marked for Murder
- 1945 : Enemy of the Law
- 1945 : Three in the Saddle
- 1945 : Frontier Fugitives
- 1945 : Arson Squad
- 1945 : Flaming Bullets
- 1945 : The Navajo Kid
- 1946 : Six Gun Man
- 1946 : Ambush Trail
- 1946 : Thunder Town
- 1946 : Queen of Burlesque
- 1949 : Amazon Quest